# Michal Eger
Michal „Egi“ Eger (* 12. prosince 1973 Brno) je český bloger, fotograf, spisovatel a aktivista. Stal se známou osobností v době počátku masového rozšíření internetu v České republice; komunita příznivců, která se vytvořila kolem jeho osobní stránky, založené v roce 2002, čítá několik tisíc osob.
Michal Eger se stal v roce 2011 aktivistou a whistleblowerem, když upozornil na zneužívání veřejných prostředků na úřadu městské části Brno-Žabovřesky. Vleklý soudní spor, v němž napadl neoprávněnost výpovědi, kterou po svém oznámení dostal, skončil v roce 2014 rozhodnutím o její neplatnosti.
Jeho hlavním oborem je práce v IT, dále pak je profesionálním sportovním fotografem, dokumentuje od roku 2008 sportovní činnost hokejového klubu Kometa Brno.
V roce 2020 vydal v knižní verzi výbor ze svých textů pod názvem Egiho milý deníček. Kniha vyšla s pomocí příspěvků dárců v nakladatelstvích A VIRTÙ RESEARCH & TECHNOLOGIES a Igor Indruch jako první svazek edice Everlife - Memoáry, deníky, biografie.
Žije v brněnské městské části Lesná.